# Слотсгольмен
55°40′30″ пн. ш. 12°34′52″ сх. д. / 55.675° пн. ш. 12.581° сх. д.
Слотсгольмен (дан. Slotsholmen) — острів у гавані Копенгагена, Данія, і є частиною внутрішнього міста Копенгагена. 
Назва походить від замків і палаців, розташованих на острові з того часу, як єпископ Абсалон побудував перший замок на острові в 1167 році на місці, де сьогодні знаходиться палац Крістіансборг.
Над островом домінує величезний палац Крістіансборг, у якому розташовані парламент Данії, Верховний суд Данії, офіс прем’єр-міністра та парадні апартаменти королеви. 
На острові також розташовані найважливіші міністерства, Данський національний архів, Королівська бібліотека Данії, кілька музеїв та історичні будівлі фондової біржі Крістіана IV, музей Торвальдсена, канцелярія та броварня Крістіана IV 